# Yuko Shimizu
Yuko Shimizu (Kyoto, 1º novembre 1946) è una designer giapponese, creatrice di Hello Kitty.
Dopo essersi diplomata alla Università d'arte Musashino, crea Hello Kitty lavorando alla Sanrio nel 1974. Lascia la compagnia nel 1976 per sposarsi e dedicarsi successivamente ad opere come freelancer. Nonostante la popolarità ottenuta dalla sua ideazione Hello Kitty non riesce ad ottenere la giusta ricompensa economica e riconoscimento creativo/artistico.
Attualmente lavora come designer freelance. Altri personaggi da lei creati sono Angel Cat Sugar e Rebecca Bonbon.